# ترمس جميل
الترمس الجميل (باللاتينية: Lupinus formosus) نوع نباتي يتبع جنس الترمس من الفصيلة البقولية المعروفة بقدرتها على تثبيت النيتروجين الجوي من خلال بكتيريا المستجذرة.
موطنه ولاية كاليفورنيا في جنوب غرب الولايات المتحدة.